# Ramón León Luco
Ramón León Luco (Santiago, 1861-ibid., 10 de octubre de 1929) fue un médico y político chileno, Ministro de Guerra y Marina y diputado en varias ocasiones.

## Biografía
Hijo de don José Ramón León Fuentes y doña Carmen Luco Gutiérrez, y nieto paterno de Pedro Nolasco León. Por lado materno, era primo hermano de la primera dama de Chile, Juana Aguirre Luco. Educado en el Instituto Nacional y en la Facultad de Medicina de la Universidad de Chile, donde recibió el título de médico cirujano en 1883.
Contrajo matrimonio con Delfina Palma Cavero, con quien fue padre, entre otros, de Carlos León Palma.

## Vida pública
Fue cirujano de la Armada Nacional durante la Guerra del Pacífico, por lo cual el gobierno le honró con la medalla en las gloriosas campañas de Chorrillos y Miraflores.
Militante del Partido Nacional Montt-Varista, fue designado por el Presidente Pedro Montt como Ministro de Guerra y Marina (1910).
Diputado por Angol, Traiguén, Mariluán y Collipulli (1912-1915). Segundo vicepresidente de la Cámara de Diputados en 1909. Integró la comisión permanente de Guerra y Marina.
Diputado por Coelemu y Talcahuano (1915-1918). Miembro de la comisión permanente de Guerra y Marina y la de Educación y Beneficencia.
Entre otras actividades, también perteneció a la Sociedad Nacional de Agricultura (SNA).